# La Ronde des souvenirs
Pour les articles homonymes, voir Full Circle.
La Ronde des souvenirs (titre original : Full Circle) est un roman écrit par Danielle Steel, paru aux États-Unis en 1984 puis en France en 1987.

## Résumé
Tana, une douce jeune fille, ne connaît pas une vie facile : elle n'a jamais connu son père, tué à la guerre, et elle a été violée à l'âge de 16 ans. Face à ses épreuves, elle acquiert une volonté farouche et une grande indépendance. Aidée par ses fidèles amis Sharon et Harry, elle tâchera de retrouver confiance en elle malgré les nombreuses embûches, et de choisir le bon chemin qui la mènera au bonheur.